# Field Horine
Emmet Field Horine (* 26. September 1915 in Louisville, USA; † 2005) war ein US-amerikanischer Autor und Gründungsintendant von Radio München, dem späteren Bayerischen Rundfunk.

## Leben

### Vorkriegszeit
Schon früh entdeckte Horine sein Interesse an der deutschen Sprache und hatte bereits mit zwölf Jahren Deutsch als Wahlfach neben Latein, Griechisch und Französisch belegt und begann daher 1935 ein Studium der Psychologie und Germanistik in Heidelberg und Bonn. Seit 1939 verantwortete er bei den Columbia Broadcasting Systems in New York als Abteilungsleiter sämtliche deutschsprachigen Nachrichtensendungen sowie alle politischen und kulturellen Programme, die über Kurzwelle nach Europa übertragen wurden. Außerdem arbeitete er als Simultandolmetscher in Berlin für Rundfunkübertragungen aller Hitler-, Goebbels- und Goering-Reden aus dem Deutschen Reichstag.

### Tätigkeit bei Radio München
Aufgrund seiner Rundfunkerfahrung tat Horine als Zivilist im Rang eines Oberstleutnants Dienst für die US-Militärregierung in Bayern und übernahm als „Radio Control Officer“ im Mai 1945 die Leitung von Radio München. Unter seiner Leitung waren 1945 etwa 40 Amerikaner und 30 deutsche Mitarbeiter und Mitarbeiterinnen in Programm, Technik und Verwaltung beschäftigt, 1946 war die Zahl bereits auf 400 Personen gestiegen.  Schwerpunkt seiner Rundfunkpolitik waren politisch orientierte Sendungen zur Reeducation und Vergangenheitsbewältigung. Als Informations-Kontrolloffizier berichtete er auch (wie sein Freund Gaston Oulmàn, den er eingestellt hatte) von den Nürnberger Kriegsverbrecherprozessen. Als sich die amerikanische Rundfunkpolitik mehr in Richtung Antikommunismus tendierte, trat Horine Im März 1947 aus Protest gegen seiner Ansicht nach halbherzigen Entnazifizierung aus der Militärregierung aus.
Sein Nachfolger als Intendant bei Radio München wurde Edmund Schechter, der den Programmschwerpunkt mehr auf Unterhaltungssendungen legte.

### Tätigkeiten nach 1947
Nach seinem Weggang bei Radio München war Horine Korrespondent des Londoner Daily Express und Verkäufer der Encyclopaedia Britannica. Von März 1948 bis 1962 arbeitete er für die Weltgesundheitsorganisation (WHO) der UNO, unter anderem in Genf, Indien, Afghanistan, Burma, Ceylon, Indonesien und Thailand. Ab 1957 absolvierte er ein Zusatzstudium für Gesundheitspädagogik an der Yale University und war als Fachberater in Haiti, Kuba und Mexiko tätig. 1962 übersiedelte er mit seiner Familie nach Rom zur Welternährungsorganisation (FAO) und war dort zuständig für Gesundheitspädagogik mit Aufenthalten in Ländern Ost-, Zentral- und Westafrikas. 1967 ließ er sich am C.G.Jung-Institut in Zürich zum Psychotherapeuten ausbilden und eröffnete eine Privatpraxis. Er engagierte sich in der Friedens- und Ökologiebewegung und war 1996 Gründungsmitglied der Weltbürgervereinigung e. V.
Horine verfasste diverse Leserbriefe zu unterschiedlichen politischen Themen für die linksgerichtete Zeitschrift Neues Deutschland.

## Werke
- Daniel Drake (1785–1852), Pioneer Physician of the Midwest. University of Pennsylvania Press, 1960, ISBN 978-1-258-42587-6.
- C. G. Jung heute. Stuttgart: Bonz, 1976, ISBN 978-3-87089-166-4.
- Auflehnung – Treue: Odyssee eines amerikanischen Querdenkers. Egelsbach; Frankfurt a. M.; München; New York: Fouqué-Literaturverlag, 1999, ISBN 978-3-8267-4360-3.
- Herbstlaub – Herbstwelt? Entlang den Wegen eines amerikanischen Weltbürgers. Hänsel-Hohenhausen, 2002, ISBN 978-3-8267-5080-9.